# 梅尼耶島
64°59′S 63°37′W / 64.983°S 63.617°W
梅尼耶島（Ménier Island），是南極洲的島嶼，位於葛拉漢地西岸的丹科海岸，處於雷納德角東北面7公里的弗蘭德雷斯灣入口處，由讓-巴蒂斯特·夏古率領的法國探險隊發現，現時由南極條約體系管理。